# 墳丘の怪
『墳丘の怪』（ふんきゅうのかい、俘囚の塚、原題：英: The Mound）は、アメリカ合衆国のホラー小説家ゼリア・ビショップによる短編ホラー小説。クトゥルフ神話、特にラヴクラフト神話の1つ。

## 概要
ハワード・フィリップス・ラヴクラフトが添削しており、代作・合作であるが、添削の度合は高い。ラヴクラフトは、自分の小説を執筆する傍らで、他人の小説の文章添削の仕事も行っていた。顧客の作品と文章をほとんどラヴクラフトの作品として大幅に書き替えてしまうというほどであった。1930年には執筆されていたが発表されず、ラヴクラフトの死後、『ウィアード・テイルズ』1940年11月号に掲載された。
ビショップはミズーリ州出身であり、本作品および『イグの呪い』は中西部オクラホマ州を舞台としている。両作品について、東雅夫は「中西部の風土に根差した恐怖を追求」「他の作家の神話作品にはあまり見られない、米国の辺境地域特有の土俗的怪異が盛り込まれ、異彩を放っている」と解説している。また、過去パートは、コロンブスが新大陸アメリカに来てから数十年経ちヨーロッパ人たちがアメリカを訪れていたころが舞台となっている。
クトゥルフ神話においては、地底世界クン＝ヤンを生み出した作品である。ラヴクラフト＆ビショップの3作品の中では、本格的なコズミック・ホラーでもある。タイトルの『The Mound』とは、アメリカ先住民の文明が作った墳丘Tumulusのこと。ビショップの当初の構想では、墳丘を舞台にした幽霊譚という方針であったが、ラヴクラフトが墳丘地下の巨大な地底世界の物語へと変えたのだという。また執筆直前にラヴクラフトは旅行先で本物の洞窟を体験したことが取材となったのだという。
クン＝ヤン人は、現生人類とは異なるヒトであり、沈んだ大陸から移り住んだ（さらに遡れば宇宙起源の種族）と伝わっている。ラヴクラフト作品・クトゥルフ神話において、他作品にて南太平洋の沈んだ大陸＝ムー大陸・レムリア大陸への言及があり、信仰神クトゥルフ、イグ、シュブ＝ニグラスなどが共通し設定の源流である。クトゥルフについて崇拝者側の視点から言及がある作品でもある。
また旧支配者ツァトゥグァについても、本作は重要な情報源である。ツァトゥグァはクラーク・アシュトン・スミスが創造した神性なのだが、スミスとラヴクラフトの交流と作品の発表順が複雑に入り組んでいる。スミスが『サタムプラ・ゼイロスの物語』を執筆してツァトゥグァを登場させ、発表前に原稿をラヴクラフトに見せたのだが、影響を受けたラヴクラフトが『墳丘の怪』『闇に囁くもの』を執筆して発表したことで、ラヴクラフトが先にツァトゥグァを発表した後に創造者スミスが発表している。『墳丘の怪』は発表が遅れ、ラヴクラフトの死後の1940年になってからようやく世間の日の目を見た。ツァトゥグァの印象も、スミスとラヴクラフトでは異なる。
クトゥルフ神話においては、ラヴクラフトの作品はコズミックホラーであり、後にオーガスト・ダーレスが新たに善悪対立を導入したというのが定説とされ、皮切りが1932年の『潜伏するもの』と言われている。だがこの作品は、ラヴクラフトの作品であり、1930年に書かれ、既に善悪対立がみられる。クトゥルフには何らかの敵対者がいるらしいことが示されている。

## あらすじ
オクラホマ州に、昼には老人の幽霊が、夜には首のない女の幽霊が出るとうわさされる墳丘（塚）があり、墳丘を調べようとした者は行方不明になったり、発狂して帰ってくるため、地元民にもインディアンにも避けられていた。
1928年夏、考古学者である「わたし」も幽霊を目撃し、現場を調べたところ400年前のスペイン人パンフィロ・デ・サマコナの手記を見つけて読み進める。
サマコナは地元のインディアンの案内で、地下世界の都市ツァスを訪れ、外の世界の情報源として丁重にもてなされる。だが二度と地上に帰ることは許されない。サマコナは地下で四年過ごし、望郷の念に駆られて地上への脱出を図ろうとするも、失敗して連れ戻される。だが地底人の非物質化スキルを修得して、再挑戦する。
読み終えた「わたし」は、内容に圧倒されつつも虚構だろうと結論付ける。続いて墳丘を調べ、入り口を見つけ、中に入る。そこで、数年前に行方不明になった冒険者の持ち物や、失くしたはずの自分のツルハシを見つける。「わたし」は困惑しつつも、洞窟の人工的な内装を見て、手記との対応の高さに気づく。続いて目の前に歩いてきた「白人」を見て、理解した「わたし」は命からがら墳丘から逃げだし、なんとか生還する。
サマコナの2度目の逃亡劇は、1度目の失敗にて死体奴隷に堕とされた恋人に捕まったことで失敗に終わり、サマコナも咎で死体奴隷に堕とされていた。

## 主な登場人物

### 1928年
わたし
考古学者。インディアンの幽霊譚を調査すべく、オクラホマの墳丘を調べる。
カンプタン
ビンガー村の名士。母と二人で暮らしている。「わたし」を家に逗留させる一方、幽霊譚と実際の被害者達について詳細に説明し、調査を中止するよう忠告する。
グレイ・イーグル
地元のインディアンの老酋長。地底にいる<古ぶるしきもの>（Old One）たちの呪いを理由に、「わたし」へ調査はやめておけと言いつつも、護符を授ける。

### 16世紀
パンフィロ・デ・サマコナ・イ・ヌーニェス
主人公。「わたし」が、彼の手記した巻物を解読するという形式になっている。
16世紀のスペイン人コンキスタドールの若者。フランシスコ・ヴァルクェス・デ・コロナドの一行から離脱し、黄金目当てに単身地下世界へと赴く。ルネサンス期スペインカトリックの価値観を持つ。地下世界に驚き、また信仰心ゆえに嫌悪感も抱いていた。
「突進する野牛」
インディアンの若者。サマコナを地下世界への入口まで案内したが、恐れて中には入らなかった。地下の者たちは半霊的な存在で、蛇の父イグと蛸の頭をしたトゥルーを信仰すると説明する。
グル＝フタア＝イン
ツァスの指導者達の一人。老いを克服し、数千年生きている。外部からの貴重な情報源であるサマコナを歓迎する。
トゥラ＝ユブ
クン＝ヤン人の女性。サマコナに惚れたことで、逃亡の手助けに利用される。罰せられ、首を切り落とされた上で、死体奴隷イム＝ブヒに堕とされて出入口の歩哨役にされる。

## 地底世界クン＝ヤン
スペイン人のサマコナが聞き取ったことによると「Xinaian」、補記を踏まえた主人公による再音訳がクン＝ヤンである。地底世界は、青く輝く都ツァスと、赤く輝く廃墟ヨスに分かれている。沈んだ大陸から到来した民が、先住種族を征服し、人口はツァスに集中している。地下世界は無尽蔵の鉱脈を有し、黄金などはありふれた卑金属として扱われる。
クン＝ヤンの民は、超能力を持つ。言葉ではなく、テレパシーで会話をする。己の肉体を非物質化して再構成することで、壁を通り抜けることができる。老いを克服しており、死のうとしなければ死なない。容姿はインディアンに似ているが、伝説によるとトゥルー神に連れられて外宇宙からやって来た種族であるという。つまり、古代人ではあるのだが宇宙起源だという。かつては地上で文明を築いたが、宇宙の魔物の仕業でトゥルーとレレクスの都が海底に沈んだため、地下に逃れたのだという。
大いなるトゥルーと蛇神イグの二柱が信仰の中心にある。他にもナグとイェブ、名付けられざるもの（詳細な言及なく不明）、シュブ＝ニグラスを信仰する。クトゥルフとルルイエが、クン＝ヤンでは異称であるトゥルー、レレクスと呼ばれている。さらに、崇拝者側の言い分としては、トゥルーは宇宙の調和の霊なのだという。トゥルーに敵対した宇宙の魔物がいたと、明言は避けられているが旧神らしき悪役の存在が言及されている。ヨス人たちの風習を引き継いだツァトゥグァ信仰もかつてあったが、理由があり衰退した。
支配階級と奴隷階級に分かれている。奴隷階級は食肉でもある。家畜は征服した種族を獣と交配させた、忌まわしい混血生物である。クン＝ヤンは合理的に発達しすぎて、社会が倦怠状態になっている。また地上世界を怖れている。
グヤア＝ヨトンという生物（怪物）がおり、クン＝ヤン人は騎獣としている。ヨス人の遺産生物を、さらに品種改良したもので、人間との混血でもあり、額に角を持つ。またイム＝ブヒという、労働用のゾンビも使役し、奴隷階級の死体を再利用している。
さらなる地下には暗黒のンカイという領域がある。探検したところ、不定形粘性の怪物たちがツァトゥグァ像を崇拝していたという事実が判明し、おぞましさから通路は閉ざされ、ツァトゥグァの神殿も破壊された。
クン＝ヤンには特殊な金属が存在する。トゥルーが外宇宙から持ち込んだと伝わる貴重金属であり、磁力を帯びる。サマコナの手記が収納されていた円筒容器や、グレイ・イーグルの護符はこの金属で造られている。

### 後続作品での追加設定
ヨスの先住種族は、爬虫類人とだけ説明されたが、本作ではそれ以上の詳細は語られていない。後に蛇人間とされるようになる。
『闇に囁くもの』（1930年執筆・1931年発表）においても、クン＝ヤンへの言及があり、ヴァーモント州にも地下世界への入口があるらしいことが示唆される。ツァトゥグァはンカイから到来した。

## 収録
- 『真ク・リトル・リトル神話大系10』(1983) 国書刊行会、渡辺健一郎訳「俘囚の塚」
- 『新編真ク・リトル・リトル神話大系1』(2007) 国書刊行会、渡辺健一郎訳「俘囚の塚」
- 『クトゥルー12』(2002) 青心社、東谷真知子（大瀧啓裕の別名義）訳「墳丘の怪」
- 『クトゥルーの呼び声』(2017) 星海社FICTIONS、森瀬繚訳「墳丘」
- 『這い寄る混沌 新訳クトゥルー神話コレクション3』(2018) 星海社FICTIONS、森瀬繚訳「墳丘」※雑誌掲載時の短縮版

## 関連作品
- イグの呪い - 同作者作品。語り手や舞台が共通し事実上の前作。
- 永劫より（ラヴクラフト＆ヘイゼル・ヒールド） - 同作者作品。ムー大陸の話。共通する神々への言及があるが、こちらにはクトゥルフの名前が無い。
- 侵入者（ヘンリー・カットナー） - 別作者作品。ムー大陸の話。共通部分と異なる部分がある。両作品の執筆年・発表年が絡み、相互影響度合が不明瞭。